# Giữa cơn bão tuyết
Giữa cơn bão tuyết (tiếng Trung: 在暴雪时分; bính âm: Zài bàoxuě shífēn; tiếng Anh: Amidst a Snowstorm of Love) là bộ phim truyền hình Trung Quốc được chuyển thể từ tiểu thuyết cùng tên của tác giả Mặc Bảo Phi Bảo với sự tham gia của hai diễn viên chính là Ngô Lỗi và Triệu Kim Mạch.
Bộ phim bắt đầu phát sóng tại Trung Quốc trên nền tảng phim trực tuyến Tencent Video và Dragon TV từ ngày 2 tháng 2 năm 2024 và kết thúc vào ngày 18 tháng 2 năm 2024.

## Tóm tắt
Lâm Diệc Dương (Ngô Lỗi thủ vai) - cựu cơ thủ bida thiên tài và Ân Quả (Triệu Kim Mạch thủ vai) - cơ thủ 9-ball đang nổi gặp nhau vào một đêm bão tuyết hiếm gặp mười năm mới có một lần. Được sự giúp đỡ của em họ Ân Quả, hai người dần thân quen, Ân Quả cũng hiểu được quá khứ của Lâm Diệc Dương. Thì ra Lâm Diệc Dương cũng từng là thiên tài bida chấn động một thời, trong một trận đấu, anh bị cấm thi vì không đồng tình với quyết định của trọng tài và vô tình xảy ra va chạm trong lúc phân bua với trọng tài. Anh trẻ tuổi cao ngạo nên không chấp nhận hình phạt, trực tiếp tuyên bố giải nghệ, từ đó rút khỏi sự nghiệp bida mà mình luôn tự hào. Sự xuất hiện của Ân Quả làm quỹ đạo cuộc đời của Lâm Diệc Dương một lần nữa đổi hướng, Lâm Diệc Dương không những bắt đầu cố gắng theo đuổi Ân Quả, mà dưới tác động của Ân Quả, anh tìm lại ước mơ ban đầu, quay lại đấu trường bida. Cuối cùng hai người cùng nhau leo lên đỉnh cao sự nghiệp, cùng cống hiến sức mình cho ngành bida chuyên nghiệp, đồng thời chung tay với huấn luyện viên và đồng đội để cùng thúc đẩy phát triển dự án toàn dân rèn luyện bida.

## Nhân vật

### Nhân vật chính
• Ngô Lỗi trong vai Lâm Diệc Dương: 
• Triệu Kim Mạch trong vai Ân Quả

### Nhân vật phụ

#### Nhân vật xung quanh Lâm Diệc Dương
• La Nhất Tâm trong vai Lâm Diệc Đông: là em trai của Lâm Diệc Dương
• Lưu Diệc Thuần trong vai vợ của Lâm Diệc Đông
• Hoàng Bác Tư trong vai Tiểu Yêu: là con gái của Lâm Dioệc Đông
• Lý Kiến Nghĩa trong vai Hạ Văn Phong: là thầy của Lâm Diệc Dương, người sáng lập câu lạc bộ bida Đông Tân Thành
• Mạnh Tú trong vai vợ của Hạ Văn Phong
• Củng Dung Nhi trong vai Hạ Giai: là con gái của Hạ Văn Phong
• Trâu Cát Hân trong vai Tôn Châu: người giúp Lâm Diệc Dương quản lý phòng bida ngầm, là anh trai của Tôn Nghiêu
• Hứa Duệ Hạo trong vai Tôn Nghiêu: là một trong những học trò của Lâm Diệc Dương ở phòng bida, em trai của Tôn Châu
• Hoàng Thế Lâm trong vai Tạ Dao Dao: là một trong những học trò của Lâm Diệc Dương, đăng kí thi đấu 9-Ball Open
• Lưu Thiến Văn trong vai Lưu Nhan Nhan: là một trong những học trò của Lâm Diệc Dương
• Sử Nhuế Y trong vai Đại Hác: là một trong những học trò của Lâm Diệc Dương, đăng kí thi đấu 9-Ball Open
• Tôn Tuyết Nham trong vai chú Tiền: là một trong những học trò của Lâm Diệc Dương đã lớn tuổi, đăng kí thi đấu 9-Ball Open

#### Nhân vật xung quanh Ân Quả
• Vương Tinh Việt trong vai Mạnh Hiểu Đông: là anh họ của Ân Quả, anh là một tuyển thủ bida smooker chuyên nghiệp từng đạt quán quân bida thế giới, anh luôn xem Lâm Diệc Dương là đối thủ một mất một còn nhưng luôn hy vọng Lâm Diệc Dương có thể tiếp tục trở lại đấu trường bida để không uổn phí tài năng.
• Khương Hoành Ba trong vai Ngô Thiển: là mẹ của Ân Quả, làm việc tại Cục thể thao, từng là phó trọng tài trận thi đấu của Lâm Diệc Dương lúc xưa
• Di Vũ trong vai ba của Ân Quả
• Đường Quần trong vai bà nội của Ân Quả
• Hàn Thù Thù trong vai dì của Ân Quả, là mẹ của Mạnh Hiểu Đông và Mạnh Hiểu Thiên
• Vương Giai Tuyền trong vai Mạnh Hiểu Thiên: là em họ của Ân Quả, em trai của Mạnh Hiểu Đông
• Hải Linh trong vai Ngô Đồng: là chị gái cùng mẹ khác cha của Ân Quả
• Tôn Nghệ Ninh trong vai Trịnh Nghệ: là bạn thân của Ân Quả
• Lư Mỹ Tây trong vai Tô Vy

#### Câu lạc bộ bida Đông Tân Thành
• Trần Tỉnh Khả trong vai Giang Dương: là tuyển thủ smooker chuyên nghiệp, đàn anh của Lâm Diệc Dương 
• Đinh Tiếu Huỳnh trong vai Lâm Lâm: là tuyển thủ 9-ball chuyên nghiệp, bạn gái cũ của Mạnh Hiểu Đông 
• Đổng Tử Phàm trong vai Ngô Ngụy: tuyển thủ bida 9-ball, người hay tạo cơ hội cho Lâm Diệc Dương và Ân Quả đến với nhau 
• Khổng Nhiễm trong vai Phạm Văn Thông: là tuyển thủ bida, một người hay đùa nghịch 
• Hàn Đông Lâm trong vai Trần An An: là một tuyển thủ bida 9-ball chuyên nghiệp 
• Vương Nguyệt Hy trong vai Lưu Hy Nhiễm: là tuyển thủ bida 9-ball, cô từng giải nghệ nhưng quay lại vì kiếm tiền nuôi gia đình 
• Đại Tư trong vai Thừa Nghiên: tuyển thủ bida 9-ball, thích thầm Lâm Diệc Dương 
• Dao Lập Quần trong vai Huấn luyện viên Trần  
• Không Đức Phong trong vai Huấn luyện viên Tân 

#### Câu lạc bộ bida Bắc Thành
• Vương Nhuận Trạch trong vai Lý Thanh Nghiêm: tuyển thủ dida smooker chuyên nghiệp, anh luôn thích thầm Ân Quả
• Hùng Úc Bác trong vai Tiêu Tử: tuyển thủ bida 
• Lý Úc trong vai Văn Tiêu: tuyển thủ bida 9-ball, bạn thân của Ân Quả trong câu lạc bộ bida
• Đinh Hiểu Minh trong vai Trần Phương: là huấn luyện viên của Ân Quả

#### Nhân vật khác
• Triệu Nham Tùng trong vai Châu Tân: là huấn luyện viên trưởng đội tuyển bida quốc gia tham gia Asian Game
• Trương Ngật Dương trong vai thanh niên theo đuổi Ân Quả
• Trần Vũ Triết trong vai Tiểu thạch đầu, con trai của Giang Dương
• Lý Bân trong vai ba của Lý Thanh Nghiêm
• Phương Tiểu Nguyệt trong vai mẹ của Lý Thanh Nghiêm

## Nhạc phim
| Nhạc phim Giữa cơn bão tuyết | Nhạc phim Giữa cơn bão tuyết              | Nhạc phim Giữa cơn bão tuyết | Nhạc phim Giữa cơn bão tuyết | Nhạc phim Giữa cơn bão tuyết | Nhạc phim Giữa cơn bão tuyết |
| STT                          | Nhan đề                                   | Phổ lời                      | Phổ nhạc                     | Ca sĩ                        | Thời lượng                   |
| ---------------------------- | ----------------------------------------- | ---------------------------- | ---------------------------- | ---------------------------- | ---------------------------- |
| 1.                           | "Falling in love" (Nhạc mở đầu)           | Trần Hy                      | Đổng Đông Đông               | Hứa Tung                     |                              |
| 2.                           | "Biểu hiện hoàn mỹ - 完美表现" (Nhạc kết) | Trần Hy                      | Đổng Đông Đông               | Úc Khả Duy                   |                              |
| 3.                           | "Love and Shine"                          | Vương Cửu Lễ                 | Đổng Đông Đông               | Ngô Lỗi                      |                              |
| 4.                           | "Love and Shine"                          | Trần Hy                      | Vương Cửu Lễ                 | Châu Kha Vũ                  |                              |
| 5.                           | "Giữa cơn bão tuyết - 在暴雪时分"         | Trần Hy                      | Đổng Đông Đông               | Đặng Điển                    |                              |
| 6.                           | "Tuyết duyên - 雪缘"                      | Trần Hy                      | Đổng Đông Đông               | Vương Nghệ Cẩn               |                              |
| 7.                           | "Bitter bitter sweet"                     | Vương Cửu Lễ                 | Đổng Đông Đông               | Châu Kha Vũ                  |                              |
| 8.                           | "Tôi muốn chiến thắng - 我要赢"           | Trần Hy                      | Đổng Đông Đông               | Vương Hách Du                |                              |
| 9.                           | "Anh nghĩ - 我以為"                       | Trần Hy                      | Trần Hy                      | Hứa Thiên Kỳ                 |                              |

## Sản xuất
Bộ phim chính thức bấm máy khởi quay vào ngày 29 tháng 1 năm 2023 tại Phần Lan và đến ngày 29 tháng 5 chính thức đóng máy.

## Giải thưởng và đề cử
| Năm  | Giải thưởng                                         | Hạng mục                                                             | Đề cử                                                        | Kết quả   | Tham khảo |
| 2023 | Tencent Video - Tinh Quang Đại Thưởng               | Phim truyền hình được mong đợi nhất                                  | Giữa cơn bão tuyết                                           | Đoạt giải | [ 5 ]     |
| 2024 | Lễ trao giải phim truyền hình chất lượng Trung Quốc | Phim truyền hình cảm hứng giới trẻ của năm                           | Giữa cơn bão tuyết                                           | Đoạt giải | [ 6 ]     |
| 2024 | Lễ trao giải phim truyền hình chất lượng Trung Quốc | Ngôi sao phim truyền hình chất lượng có tầm ảnh hưởng của năm        | Ngô Lỗi - Lâm Diệc Dương                                     | Đoạt giải | [ 6 ]     |
| 2024 | Lễ trao giải phim truyền hình chất lượng Trung Quốc | Ngôi sao phim truyền hình chất lượng được truyền thông chú ý của năm | Triệu Kim Mạch - Ân Quả                                      | Đoạt giải | [ 6 ]     |
| 2024 | Lễ trao giải phim truyền hình chất lượng Trung Quốc | Ngôi sao phim truyền hình chất lượng có sức hấp dẫn của năm          | Vương Tinh Việt - Mạnh Hiểu Đông Trần Tỉnh Khả - Giang Dương | Đoạt giải | [ 6 ]     |